# Volleybalvereniging Peelpush 2020-2021
Questa voce raccoglie le informazioni riguardanti il Volleybalvereniging Peelpush nelle competizioni ufficiali della stagione 2020-2021.

## Organigramma societario
Area direttiva
- Presidente: Wil van Oosteren

Area tecnica
- Primo allenatore: Johan Leenders

## Rosa
| N° | Nome                | Ruolo | Data di nascita  | Nazionalità sportiva |
| -- | ------------------- | ----- | ---------------- | -------------------- |
| 1  | Celine Keijsers     | O     | 27 dicembre 1994 | Paesi Bassi          |
| 2  | Lynn Aerts          | S     | 12 luglio 2000   | Paesi Bassi          |
| 3  | Laura de Jong       | S     | 17 luglio 1994   | Paesi Bassi          |
| 4  | Lieke Oomen         | P     | 13 gennaio 1998  | Paesi Bassi          |
| 5  | Manouk Hermans      | C     | 21 agosto 1994   | Paesi Bassi          |
| 6  | Annette ter Hedde   | C     | 23 novembre 1997 | Paesi Bassi          |
| 7  | Juul Knapen         | O     | 2003             | Paesi Bassi          |
| 8  | Lotte van der Horst | O     | 8 dicembre 1988  | Paesi Bassi          |
| 9  | Maartje van Gestel  | P     | 8 gennaio 1996   | Paesi Bassi          |
| 10 | Imke Blokland       | C     | 12 gennaio 1996  | Paesi Bassi          |
| 11 | Anouk de Jong       | L     | 16 gennaio 1996  | Paesi Bassi          |
| 12 | Jody Selten         | S     | 14 marzo 1999    | Paesi Bassi          |
| 14 | Emma Jenneskens     | L     | 1º marzo 2000    | Paesi Bassi          |

## Statistiche

### Statistiche di squadra
| Competizione | Punti | In casa | In casa | In casa | In trasferta | In trasferta | In trasferta | Totale | Totale | Totale |
| Competizione | Punti | G       | V       | P       | G            | V            | P            | G      | V      | P      |
| ------------ | ----- | ------- | ------- | ------- | ------------ | ------------ | ------------ | ------ | ------ | ------ |
| Eredivisie   | 0/9   | 4       | 3       | 1       | 4            | 0            | 4            | 8      | 3      | 5      |
| Totale       | -     | 4       | 3       | 1       | 4            | 0            | 4            | 8      | 3      | 5      |